# Новониколаевка (Ольгинский район)
В Ханкайском районе Приморья тоже есть село Новониколаевка
Новоникола́евка — село в Ольгинском районе Приморского края России. Входит в состав Пермского сельского поселения.

## География
Село расположено на левом берегу реки Аввакумовка.
Село стоит на трассе Р447, до посёлка Ольга 27 км.

## Население
| 1915 | 2002 | 2008 | 2010 |
| ---- | ---- | ---- | ---- |
| 201  | ↘171 | ↘152 | ↘149 |

## Улицы
В селе имеются две улицы: Заречная и Центральная.

## Экономика
Основа экономики — лесозаготовки, сельское хозяйство мясо-молочного направления и выращивание кормов. Активно развита охота и рыбалка, сбор дикоросов и даров тайги. В осеннее время в Аввакумовке организуется лицензионный лов кеты.

## Транспорт, связь
Оператор сотовой связи — Билайн и МегаФон. Из-за особенностей рельефа устойчивая связь возможна только на небольшом удалении от села.
Внутрирайонное автобусное сообщение с посёлком Ольга.